# Triepeolus saturninus
Triepeolus saturninus är en biart som beskrevs av Cockerell och Sandhouse 1924. Triepeolus saturninus ingår i släktet Triepeolus och familjen långtungebin. Inga underarter finns listade i Catalogue of Life.